# Adeline Canac
Pour les articles homonymes, voir Canac.
Adeline Canac (née le 20 mai 1990 à Lagny-sur-Marne en Île-de-France) est une patineuse artistique française qui a patiné individuellement jusqu'en 2006, puis en couple avec Maximin Coia (de 2006 à 2010) et Yannick Bonheur (de 2010 à 2011).
Elle est triple championne de France de la catégorie des couples artistiques en 2008, 2009 et 2011.

## Biographie

### Carrière sportive individuelle (avant 2006)
Adeline pratique le patinage individuel depuis son enfance. Elle gravit petit à petit les différents échelons du patinage artistique français. Elle participe aux championnats de France junior mais reste confinée à des places d'honneur: 6e en 2004, 7e en 2005 et 5e en 2006. Elle participe également dès 2005 aux championnats de France élites et prend une  5e place aux championnats 2005 à Rennes, mais redescend à la 8e place aux championnats 2006 à Besançon.

### Carrière sportive avecMaximin Coia(2006-2010)

#### Saison 2006/2007
Dès 2004, le patineur Maximin Coia est à la recherche d'une nouvelle partenaire pour patiner en couple en remplacement de Cyriane Felden. Il a déjà des vues sur Adeline Canac, mais la FFSG (Fédération française des sports de glace) ne croit pas en l'avenir de ce possible couple! Ils vont tout de même faire des premiers essais en 2005, sans être très concluant. Il faut attendre l'été 2006 pour qu'Adeline se décide à abandonner définitivement le patinage individuel pour le patinage en couple avec Maximin, qui a sept ans de plus qu'elle.
2006/2007 est donc la première saison où Adeline Canac et Maximin Coia patinent ensemble. Leur entraîneur est Vivien Rolland. Leur première compétition sera le masters de Clermont-Ferrand en septembre où ils terminent quatrième. En novembre ils sont sélectionnés pour leur premier Trophée Bompard, leur première compétition internationale, où ils découvrent véritablement la pression, les joies, les pleurs ou la douleur des grandes compétitions. Maximin s'est d'ailleurs blessé à cause d'un coup de lame de sa partenaire et doit porter un bandage sur le torse. Ils prennent la 7e place à la fin de la compétition. Le mois suivant sont organisés les championnats de France 2007 à Orléans où ils obtiennent la médaille d'argent dès leur première participation derrière les champions de France Marylin Pla/ Yannick Bonheur. Qualifiés pour leurs premiers championnats d'Europe en janvier 2007 à Varsovie, ils se classent 13e mais avant-dernier! La France ne disposant que d'une seule place pour les couples lors des championnats du monde de mars 2007 à Tokyo, Adeline et Maximin ne sont pas qualifiés. Pendant l'été, ils apprennent que Marylin Pla arrête le patinage et qu'Yannick Bonheur se remet en quête d'une nouvelle partenaire. Adeline et Maximin vont devoir assumer le statut de numéro un français chez les couples pendant la saison prochaine.

#### Saison 2007/2008
À l'automne, ils participent à deux épreuves du grand-prix, le Trophée Bompard et la Coupe de Russie où ils se classent 7e aux deux compétitions. Le couple progresse dans ses compétences techniques en réalisant deux triples boucles parallèles à la Coupe de Russie. Aux championnats de France de décembre à Megève, ils deviennent champions de France pour la première fois, Yannick Bonheur étant toujours à la recherche d'une partenaire. En janvier 2008, ils doivent déclarer forfait pour les championnats d'Europe à Zagreb à cause d'une fracture du sternum d'Adeline. Ils peuvent néanmoins être présent pour les championnats du monde de mars 2008 à Göteborg, et prennent la 14e place de leurs premiers mondiaux, malgré le manque d'entraînement.

#### Saison 2008/2009
Le couple choisit de s'entraîner au Canada avec Annie Barabe qui travaille déjà avec le couple champion du Canada Jessica Dubé/ Bryce Davison. Les deux couples s'entendent très bien et Adeline va s'installer chez Jessica. Leur nouvel entraîneur souhaite redonner confiance au couple français. Néanmoins ils restent cantonnés à des places d'honneur dans les épreuves du grand-prix auxquelles ils participent: 7e du Skate America en octobre, et 6e du Trophée Bompard en novembre. Ils conservent leur titre de champion de France lors des championnats organisés à Colmar, sans pouvoir combattre Yannick Bonheur et sa nouvelle partenaire franco-britannique Vanessa James, car ceux-ci abandonnent à la suite d'une blessure de Yannick au programme court.
En janvier 2009, ils vont rentrer dans le top 10 européen en se classant 9e des championnats d'Europe à Helsinki. Pour les championnats du monde de mars 2009 à Los Angeles, la fédération leur demande de passer un test de sélection avec l'autre couple Yannick Bonheur/ Vanessa James. Mais le test n'aura pas lieu en raison d'une mononucléose infectieuse contractée par Adeline Canac. Ils n'iront donc pas à Los Angeles.

#### Saison 2009/2010
La première saison olympique du couple s'ouvre en octobre au Trophée Bompard où ils prennent la 5e place, leur meilleur classement à une épreuve de grand-prix. En décembre, aux championnats de France à Marseille, ils perdent leur titre face à leurs rivaux Vanessa James/ Yannick Bonheur, notamment à cause d'une chute d'Adeline dans le programme libre sur le triple Salchow lancé. Prenant la médaille d'argent, ils sont toutefois qualifiés pour les championnats d'Europe de janvier 2010 à Tallinn. 7e du programme court, ils redescendent à la 10e place après notamment deux chutes d'Adeline sur triple Salchow en parallèle et un triple flip lancé. Vice-champions de France, ils restent le deuxième couple français aux championnats d'Europe. La France n'ayant qu'une seule place pour la catégorie des Couples aux jeux olympiques d'hiver de février 2010 à Vancouver, ainsi qu'aux championnats du monde de mars 2010 à Turin, ils ne peuvent donc pas participer aux deux plus importantes compétitions de la saison. Maximin et Adeline annoncent en mars 2010 qu'ils se séparent après avoir patiné ensemble pendant quatre saisons.

### Carrière sportive avecYannick Bonheur(2010-2011)

#### Saison 2010/2011
Depuis le mois de mai 2010, Adeline Canac fait des essais avec Yannick Bonheur, qui vient de se séparer de Vanessa James, et ils annoncent un mois plus tard qu'ils vont patiner ensemble pour la saison suivante. En décembre 2010, elle obtient un troisième titre aux championnats de France à Tours avec son nouveau partenaire, ce qui les sélectionne pour les championnats d'Europe de janvier 2011 à Berne. Ils s'y classent 9e, place qu'Adeline Canac avait obtenu en 2009 avec Maximin Coia. Trois mois plus tard aux championnats du monde d'avril 2011 à Moscou, ils sont éliminés après leur 18e place au programme court.
Elle annonce au début de l'été 2011 qu'elle arrête le patinage pour se consacrer à ses études de kinésithérapie à l'école nationale de kinésithérapie et rééducation (ENKRE) à Saint-Maurice en Île-de-France.

## Palmarès

### En Individuel
| Compétition                   | 2005 | 2006 |
| Jeux olympiques d'hiver       |      |      |
| Championnats du monde         |      |      |
| Championnats d’Europe         |      |      |
| Championnats de France        | 5e   | 8e   |
| Championnats du monde juniors |      |      |

### En Couple
Avec 2 partenaires:
- Maximin Coia (4 saisons: 2006-2010)
- Yannick Bonheur (1 saison : 2010-2011)

| Compétition             | 2007    | 2008    | 2009    | 2010    |  | 2011    |  |  |  |  |  |  |  |  |
| Jeux olympiques d'hiver |         |         |         |         |  |         |  |  |  |  |  |  |  |  |
| Championnats du monde   |         | 14e     | F       |         |  | 18e     |  |  |  |  |  |  |  |  |
| Championnats d’Europe   | 13e     | F       | 9e      | 10e     |  | 9e      |  |  |  |  |  |  |  |  |
| Championnats de France  | 2e      | 1re     | 1re     | 2e      |  | 1re     |  |  |  |  |  |  |  |  |
|                         |         |         |         |         |  |         |  |  |  |  |  |  |  |  |
| Grand Prix ISU          | 2006/07 | 2007/08 | 2008/09 | 2009/10 |  | 2010/11 |  |  |  |  |  |  |  |  |
| Skate America           |         |         | 7e      |         |  |         |  |  |  |  |  |  |  |  |
| Trophée de France       | 7e      | 7e      | 6e      | 5e      |  |         |  |  |  |  |  |  |  |  |
| Coupe de Russie         |         | 6e      |         |         |  |         |  |  |  |  |  |  |  |  |
| Légende : F= Forfait    |         |         |         |         |  |         |  |  |  |  |  |  |  |  |

## Galerie d'images

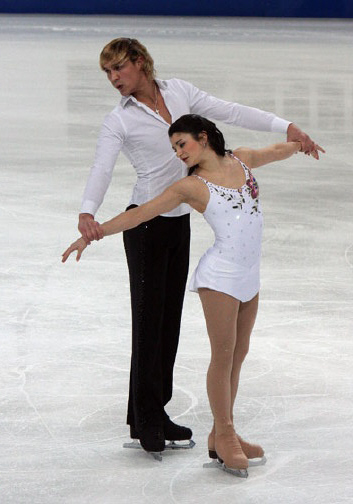
Avec Maximin Coia aux championnats d'Europe 2009
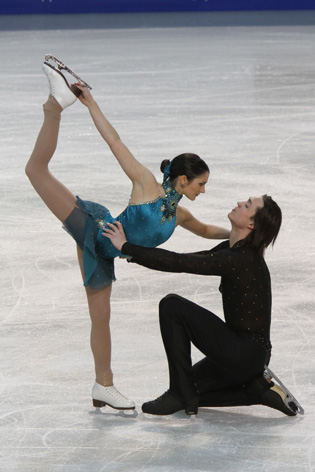
Avec Maximin Coia aux championnats d'Europe 2010
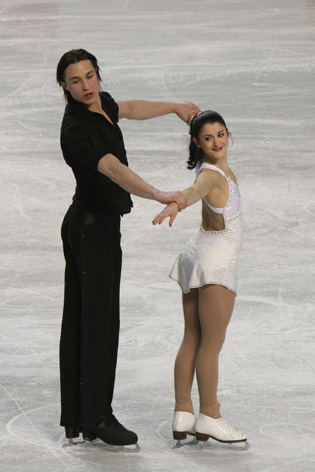
Avec Maximin Coia aux championnats d'Europe 2010
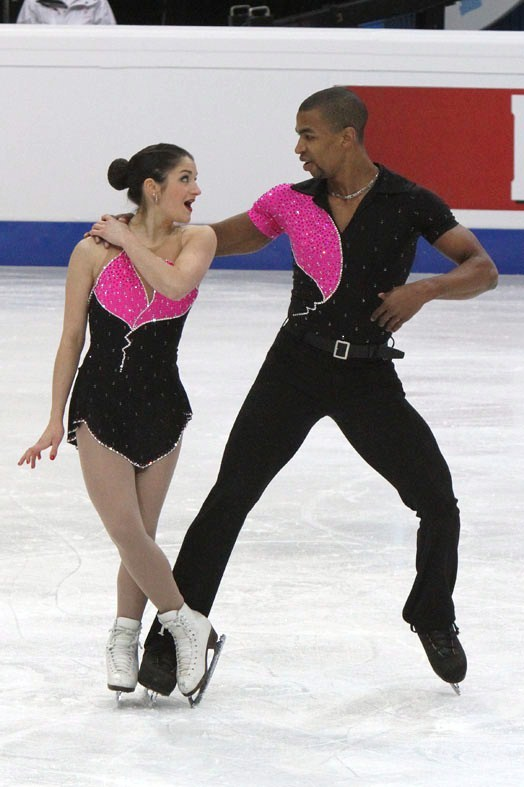
Avec Yannick Bonheur aux championnats d'Europe 2011